# Backdoor Bay
Die Backdoor Bay ist eine kleine Bucht an der östlichen Seite von Kap Royds auf der antarktischen Ross-Insel. Teilnehmer der Nimrod-Expedition (1907–1909) unter der Leitung des britischen Polarforschers Ernest Shackleton entluden hier Material und Vorräte für die Errichtung ihres Basislagers. Den Namen erhielt die Bucht in Anlehnung an die am Kap Royds auf der gegenüberliegenden Westseite befindlichen Bucht, die als Front Door Bay (77° 33′ S, 166° 8′ O) bekannt ist.
Ein vier Hektar großes Gebiet an der Backdoor Bay wurde 2002 auf Antrag Neuseelands als ASPA-157 unter den besonderen Schutz des Antarktisvertrags gestellt. Im Areal befindet sich Shackletons historische Hütte.